# Halbspänner
Als Halbspänner oder Halbmeier bezeichnete man in der Agrargeschichte Nordwestdeutschlands einen leibeigenen Bauern, der in der dörflichen Hierarchie an zweiter Stelle stand. Die historischen Namen für Halbspänner waren regional unterschiedlich und lauteten zum Beispiel auch Halbhufner, Halbgebauer oder Halbbauer.
Der Halbspänner hatte seinem Grundherrn neben anderen Diensten und Zahlungen ein aus zwei Pferden bestehendes Gespann zum Pflügen oder für Fuhrdienste zu stellen. Sogenannte Zuspänner oder ein zweiter Halbspänner bildeten mit ihren Tieren ein volles Gespann von vier Pferden. Zu einem Halbspännerhof gehörten neben Wiesen, Weiden und Wald rund 12 bis 24 Hektar Ackerland. Außer den Diensten hatten die Bauern noch Geld- und Naturalleistungen zu erbringen.
Die Klassifizierung der Höfe und Kotten auf dem Land wurde nach Kriterien vorgenommen, welche die Hofgröße, den Steuerwert sowie den sozialen Stand im Dorf berücksichtigten. Diese Einordnung hatte in vielen Dörfern Deutschlands bis zur Mitte des 19. Jahrhunderts Bestand. Auf die sozialen Unterschiede wurde besonders geachtet und die daraus entstandenen Barrieren konnten nur selten durchbrochen werden.
Die Verhältnisse waren örtlich oft unterschiedlich und kompliziert. Ein untersuchtes Beispiel ist das Dorf Wasserleben in der Grafschaft Wernigerode. Hier leisteten die Halbspänner vor 1825 pro Jahr durchschnittlich folgende zweispännige Dienste: ihrem Landesherren fast zwei Baufuhrtage, ihrem Zehntherren einen halben Zehntfuhrtag, ihrem Grundherren zehn Pflugtage und ihrem Gerichtsherren dreieinhalb Diensttage, obwohl letzterem etwa 25 bis 35 Diensttage zustanden. Nach einer Umstrukturierung wurden 1825 alle Spanndienste zu durchschnittlich fast 16 Pflugtagen zusammengefasst, nur die Zehntfuhren blieben vorerst unverändert bestehen. Aus leibherrlicher Abhängigkeit waren keine Spanndienste zu erbringen. Um 1800 bewirtschaftete ein Halbspänner in Wasserleben durchschnittlich etwa 15 Hektar Ackerland.